# Montegiove
Montegiove je kopec s nadmořskou výškou 227 m na jehož úpatí se rozkládá italské přímořské městečko Terracina. To leží v srdci Gaetského zálivu zhruba 160 km od Neapole (Napoli), hlavního města regionu Kampánie (Campania).
Na jeho vrcholu vzniklo již ve 14. století jedno z deseti eremitorií františkánského řádu, svatyň františkánské observance S. Angelo (Santuario Romano di Monte S. Angelo).